# Carlo Gallazzi
Carlo Gallazzi (* 19. April 1942 in Busto Arsizio) ist ein ehemaliger italienischer Radrennfahrer.

## Sportliche Laufbahn
Gallazzi war im Straßenradsport aktiv. Sein wohl größter sportlicher Erfolg war der Sieg im bedeutendsten internationalen Straßenrennen Italiens für Amateure, dem Gran Premio della Liberazione, das er 1967 vor Giacinto Santambrogio gewann. 1966 war er bereits Zweiter des Rennens hinter Jaroslav Kvapil geworden. Ebenfalls 1966 wurde er beim Sieg von Alberto Della Torre Zweiter beim Piccolo Giro di Lombardia. In jener Saison gewann er den Gran Premio Bologna und die Trofeo Guizzi.
1966 war er am Start der Internationalen Friedensfahrt und wurde dort als 70. der Gesamtwertung klassiert.
1969 fuhr eine Saison als Profi im Radsportteam Costa Azzurra – Zingonia, u. a. an der Seite von Albert Fritz.